# Sandy Petersen
Carl Sanford Joslyn Petersen, född 16 september 1955, är en amerikansk datorspelsdesigner och rollspelsdesigner. Han var delaktig i utvecklingen av bland annat Doom, Doom II, Quake samt Age of Empiresserien. Petersen är även skaparen av rollspelet Call of Cthulhu och brädspelet Cthulhu Wars. Han har grundat brädspelsföretaget Petersen Games.

## Verk

### Datorspel
- Sid Meier's Pirates! (1989)
- Civilization (1991)
- Lightspeed (1990)
- Hyperspeed (1991)
- Darklands (1992)
- DOOM (1993)
- Doom II: Hell on Earth (1994)
- The Ultimate DOOM (1995)
- Quake (1996)
- Hexen: Beyond Heretic (1996)
- Final DOOM (1997)
- Age of Empires (1997)
- Age of Empires: The Rise of Rome (1998)
- Age of Empires II (1999)
- Age of Empires II: The Conquerors (2000)
- Age of Empires III (2005)
- Age of Empires III: The WarChiefs (2006)
- Halo Wars (2009)
- Osiris Legends (2011)

### Rollspel
- Call of Cthulhu (1981)

### Brädspel
- Cthulhu Wars (2015)
- Theomachy (2016)
- Orcs Must Die! (2016)
- Castle Dicenstein (2017)
- Evil High Priest (2018)
- The Gods War (2018)
- Hyperspace (2019)

### Filmer
- The Whisperer in Darkness (2011)